# Swing - Storie sincopate di ieri e di oggi
Swing! - Storie sincopate di ieri e di oggi  è un programma televisivo italiano in onda dal 2016 su Rai Premium, nei giorni feriali dal lunedì al giovedì ed il venerdì con il Riepilogando dalle 13:25, con la conduzione di Maurizio Costanzo e Dario Salvatori.

## Il programma
Nel programma Costanzo viene affiancato dal critico musicale Dario Salvatori. Il programma ripercorre gli eventi della storia, del costume, del teatro, della cultura di massa che vengono ricordati quotidianamente.

### Puntate ed ospiti
| Puntata | Messa in onda     | Ospiti                                                 |
| ------- | ----------------- | ------------------------------------------------------ |
| 1       | 19 settembre 2016 | Mita Medici                                            |
| 2       | 20 settembre 2016 | Laura Laurenzi                                         |
| 3       | 21 settembre 2016 | Barbara Bouchet                                        |
| 4       | 22 settembre 2016 | Umberto Brindani                                       |
| 5       | 26 settembre 2016 | Pino Strabioli, Rossella Brescia                       |
| 6       | 27 settembre 2016 | Rita dalla Chiesa                                      |
| 7       | 28 settembre 2016 | Rino Barillari                                         |
| 8       | 29 settembre 2016 | Mario Lavezzi                                          |
| 9       | 3 ottobre 2016    | Carmen Russo                                           |
| 10      | 4 ottobre 2016    | Maria Pia Campanini                                    |
| 11      | 5 ottobre 2016    | Giampiero Ingrassia                                    |
| 12      | 6 ottobre 2016    | Paola Ferrari                                          |
| 13      | 10 ottobre 2016   | Mario Tozzi                                            |
| 14      | 11 ottobre 2016   | Massimo Ghini, Enrica Bonaccorti, Cristiano Malgioglio |
| 15      | 12 ottobre 2016   |                                                        |
| 16      | 13 ottobre 2016   |                                                        |
| 17      | 17 ottobre 2016   |                                                        |
| 18      | 18 ottobre 2016   |                                                        |
| 19      | 19 ottobre 2016   | Thelma Gramolelli                                      |
| 20      | 20 ottobre 2016   | Laura Bozzi                                            |
| 21      | 24 ottobre 2016   |                                                        |
| 22      | 25 ottobre 2016   |                                                        |
| 23      | 26 ottobre 2016   | Sean Hepburn Ferrer                                    |
| 24      | 27 ottobre 2016   |                                                        |
| 25      | 31 ottobre 2016   |                                                        |
| 26      | 1º novembre 2016  | Dacia Maraini                                          |
| 27      | 2 novembre 2016   |                                                        |
| 28      | 3 novembre 2016   |                                                        |
| 29      | 7 novembre 2016   |                                                        |
| 30      | 8 novembre 2016   | Loris Mazzetti                                         |
| 31      | 9 novembre 2016   | Audio 2, Elio Pandolfi                                 |
| 32      | 10 novembre 2016  | Veronica De Laurentiis                                 |
| 33      | 14 novembre 2016  | Giancarlo Governi                                      |
| 34      | 15 novembre 2016  |                                                        |
| 35      | 16 novembre 2016  | Fausto Leali, Renzo Martinelli                         |
| 36      | 17 novembre 2016  |                                                        |
| 37      | 21 novembre 2016  | Pippo Franco                                           |
| 38      | 22 novembre 2016  | Gianni Bisiach, Rita Forte                             |
| 39      | 23 novembre 2016  | Elsa Martinelli                                        |
| 40      | 24 novembre 2016  |                                                        |
| 41      | 28 novembre 2016  | Duccio Forzano                                         |
| 42      | 29 novembre 2016  | Diana Ronca e Claudio De Bartolomeiis                  |
| 43      | 30 novembre 2016  | Umberto Brindani e Wilma Goich                         |
| 44      | 1º dicembre 2016  |                                                        |